# اوژن لو روا
اوژن لو روا (به فرانسوی: Eugène Le Roy) نویسنده قرن نوزدهم میلادی اهل فرانسه است.